# Episodi di Animaniacs (prima stagione)
La prima stagione di Animaniacs andò in onda in 65 episodi dal 13 settembre 1993 al 23 maggio 1994 su Fox, nel blocco di programmazione Fox Kids. La versione italiana fu trasmessa su Rai 2 dal 10 giugno 1996.
| Nº | Titolo originale | Titolo italiano | Prima TV USA      |
| -- | --- | --- | ----------------- |
| 1  | De-Zanitized / The Monkey Song / Nighty-Night Toon                                                                          | De-sanati / La canzone della scimmia / Ninna nanna animata                                                                                                   | 13 settembre 1993 |
| 2  | Yakko's World / Cookies for Einstein / Win Big                                                                              | La canzone di Yakko sul mondo / Biscottini per Einstein / Vincere alla grande                                                                                | 14 settembre 1993 |
| 3  | H.M.S. Yakko / Slappy Goes Walnuts / Yakko's Universe                                                                       | H.M.S. Yakko / Zia Vera ha le noci in testa / La canzone di Yakko sull'universo                                                                              | 15 settembre 1993 |
| 4  | Hooked on a Ceiling / Goodfeathers: The Beginning                                                                           | Toccare il cielo con un pennello / Picciotti: l'inizio | 16 settembre 1993 |
| 5  | Taming of the Screwy | I bislacchi domati | 17 settembre 1993 |
| 6  | Temporary Insanity / Operation: Lollipop / What Are We?                                                                     | Follia passeggera / Operazione lecca-lecca / Cosa siamo? | 20 settembre 1993 |
| 7  | Piano Rag / When Rita Met Runt                                                                                              | Un motivo ragtime / Quando Rita conobbe Runt | 21 settembre 1993 |
| 8  | The Big Candy Store / Bumbie's Mom                                                                                          | La grande bottega dei dolciumi / La mamma di Bumbie | 22 settembre 1993 |
| 9  | Wally Llama / Where Rodents Dare                                                                                            | Wally Lama / Dove osano i roditori | 23 settembre 1993 |
| 10 | King Yakko | Re Yakko | 24 settembre 1993 |
| 11 | No Pain, No Painting / Les Miseranimals                                                                                     | Chi vuol creare, deve pensare / I Miseranimali | 27 settembre 1993 |
| 12 | Garage Sale of the Century / West Side Pigeons                                                                              | Garage vendita usato del secolo / West Side Picciotti | 28 settembre 1993 |
| 13 | Hello Nice Warners / La Behemoth / Little Old Slappy from Pasadena                                                          | Salve, simpatici Warner / La Behemoth / La piccola, vecchia, Vera di Pasadena                                                                                | 29 settembre 1993 |
| 14 | La La Law / Cat on a Hot Steel Beam                                                                                         | I Warner avvocati / La gatta sulla trave che scotta | 30 settembre 1993 |
| 15 | Space Probed / Battle for the Planet                                                                                        | Nel cuore dello spazio / Battaglia per il pianeta | 1º ottobre 1993   |
| 16 | Chalkboard Bungle / Hurray for Slappy / The Great Wakkorotti: The Master and His Music                                      | Il seme dell'impertinenza / Urrà per Vera Peste / Il grande Wakkorotti: il maestro e la sua musica                                                           | 4 ottobre 1993    |
| 17 | Roll Over, Beethoven / The Cat and the Fiddle                                                                               | Beethoven e la Warner sinfonia / Il gatto e il violino | 5 ottobre 1993    |
| 18 | Pavlov's Mice / Chicken Boo-Ryshnikov / Nothing But the Tooth                                                               | I topi di Pavlov / Pollo Boo-Ryshnikov / O-tonto-iatra | 6 ottobre 1993    |
| 19 | Meatballs or Consequences / A Moving Experience                                                                             | Scherzare con la morte / Casa dolce casa | 7 ottobre 1993    |
| 20 | Hearts of Twilight / The Boids                                                                                              | Apocalisse adesso / Gli augelli | 11 ottobre 1993   |
| 21 | Four Score and Seven Migraines Ago / Wakko's America / Davy Omelette / The Flame                                            | Un discorso che la dice lunga / L'America di Wakko / Davey Omelette / La fiamma                                                                              | 12 ottobre 1993   |
| 22 | Guardin' the Garden / Plane Pals                                                                                            | La custode del giardino / Compagni di volo | 13 ottobre 1993   |
| 23 | Be Careful What You Eat / Up the Crazy River / Ta da Dump, Ta da Dump, Ta da Dump Dump Dump                                 | La canzone sugli ingredienti / Su per il pazzo fiume / Piccioni all'attacco                                                                                  | 15 ottobre 1993   |
| 24 | Opportunity Knox / Wings Take Heart                                                                                         | L'opportunità bussa / Le ali dell'amore | 18 ottobre 1993   |
| 25 | Hercule Yakko / Home on De-Nile / A Midsummer Night's Dream                                                                 | Hercule Yakko / La piccola casa sul Nilo / Sogno di una notte di mezz'estate                                                                                 | 21 ottobre 1993   |
| 26 | Testimonials / Babblin' Bijou / Potty Emergency / Sir Yaksalot                                                              | Testimonials / Storia senza parole / Emergenza bisognino / Sir Yakcellotto                                                                                   | 22 ottobre 1993   |
| 27 | You Risk Your Life / I Got Yer Can / Jockey for Position                                                                    | Rischia la vita / Ho il tuo barattolo / Campa cavallo | 25 ottobre 1993   |
| 28 | Moby or Not Moby / Mesozoic Mindy / The Good, the Boo and the Ugly                                                          | Moby o non Moby / Mindy mesozoica / Il buono, il Boo e il cattivo                                                                                            | 26 ottobre 1993   |
| 29 | Hot, Bothered and Bedeviled / Moon Over Minerva / Skullhead Boneyhands                                                      | Accaldati, scriteriati e indiavolati / Plenilunio / Mr. Teschio Mani Ossute                                                                                  | 28 ottobre 1993   |
| 30 | Draculee, Draculaa / Phranken-Runt                                                                                          | Draculì - Draculà / Franken-Runt | 29 ottobre 1993   |
| 31 | O Silly Mio / Puttin' on the Blitz / The Great Wakkorotti: The Summer Concert                                               | O sciocchino mio / Salvataggio fulmineo / Il grande Wakkorotti: concerto d'estate                                                                            | 1º novembre 1993  |
| 32 | Chairman of the Bored / Planets Song / Astro-Buttons                                                                        | Presidente Consiglio Amministronoia / La canzone sui pianeti / Astro-Bottone                                                                                 | 2 novembre 1993   |
| 33 | Cartoons in Wakko's Body / Noah's Lark / The Big Kiss / Hiccup                                                              | Cartoons in Wakko's Body / Noè e l'arca / Il grande bacio / Singhiozzo                                                                                       | 3 novembre 1993   |
| 34 | Clown and Out / Bubba Bo Bob Brain                                                                                          | Clown iellato / Pucci Pu Pupo Prof | 4 novembre 1993   |
| 35 | Very Special Opening / In the Garden of Mindy / No Place Like Homeless / Katie Ka-Boo / Baghdad Cafe                        | Very Special Opening / Nel giardino di Mindy / Randagi, dolci randagi / Katie la Bomba / Caffè Bagdad                                                        | 5 novembre 1993   |
| 36 | Critical Condition / The Three Muska-Warners                                                                                | Situazione critica / I tre Warnettieri | 8 novembre 1993   |
| 37 | Dough Dough Boys / Boot Camping / General Boo-Regard                                                                        | La Piccionfanteria / Soldati per caso / Generale Boo-Regard                                                                                                  | 9 novembre 1993   |
| 38 | Spell-Bound | Incantesimo per un'unghia | 10 novembre 1993  |
| 39 | Smitten with Kittens / Alas Poor Skullhead / White Gloves                                                                   | Son gattini da pelare / L'Amleto di Yakko / Guanti bianchi                                                                                                   | 11 novembre 1993  |
| 40 | Fair Game / The Slapper / Puppet Rulers                                                                                     | Vince chi perde / Il battitore / Sovrani marionette | 12 novembre 1993  |
| 41 | Buttermilk, It Makes a Body Bitter / Broadcast Nuisance / Raging Bird                                                       | Siero di latte, rende acidula la persona! / Il TG folle / Picciotto scatenato                                                                                | 15 novembre 1993  |
| 42 | Animator's Alley / Can't Buy a Thrill / Hollywoodchuck                                                                      | Il vicolo dell'animatore / Un brivido non ha prezzo / Cinemarmotta                                                                                           | 16 novembre 1993  |
| 43 | Of Nice and Men / What a Dump / Survey Ladies                                                                               | Uomini e conigli / Che immondezzaio! / Signorine sondaggio                                                                                                   | 17 novembre 1993  |
| 44 | Useless Fact / The Senses Song / The World Can Wait / Kiki's Kitten                                                         | Notizia inutile / La canzone dei sensi / Il mondo può attendere / Il micetto di Kiki                                                                         | 18 novembre 1993  |
| 45 | Mary Tyler Dot Song / Windsor Hassle / ...And Justice for Slappy                                                            | La canzone di Dot / Lo sfacelo di Windsor / ...E giustizia per Vera Peste                                                                                    | 19 novembre 1993  |
| 46 | Turkey Jerky / Wild Blue Yonder                                                                                             | Tacchino burlone / La volta celeste | 22 novembre 1993  |
| 47 | Video Review / When Mice Ruled the Earth                                                                                    | Rassegna video / Quando i topi governavano la Terra | 23 novembre 1993  |
| 48 | Mobster Mash / Lake Titicaca / Icebreakers                                                                                  | Mafia e spaghetti / Il lago Titicaca / Rompighiaccio | 24 novembre 1993  |
| 49 | Twas the Day Before Christmas / Jingle Boo / The Great Wakkorotti: The Holiday Concert / Toy Shop Terror / Yakko's Universe | Era la Vigilia di Natale / Jingle Boo / Il grande Wakkorotti: il concerto festivo / Terrore nella bottega dei giocattoli / La canzone di Yakko sull'Universo | 29 novembre 1993  |
| 50 | A Christmas Plotz / Little Drummer Warners                                                                                  | Natale in casa Plotz / I piccoli tamburini Warner | 6 dicembre 1993   |
| 51 | The Warners and the Beanstalk / Frontier Slappy                                                                             | I Warner e i fagioli / Vera pioniera | 10 febbraio 1994  |
| 52 | Ups and Downs / The Brave Little Trailer / Yes, Always                                                                      | I su e i giù / Il piccolo caravan coraggioso / Certo, figurati                                                                                               | 11 febbraio 1994  |
| 53 | Drive-Insane / Girlfeathers / I'm Cute                                                                                      | Cinemascop-piato / Le Picciottine / Sono carina | 14 febbraio 1994  |
| 54 | Brain Meets Brawn / Meet Minerva                                                                                            | Il Prof incontra Praf / Minerva maliziosa | 15 febbraio 1994  |
| 55 | Gold Rush / A Gift of Gold / Dot's Quiet Time                                                                               | Febbre dell'oro / Un dono dorato / Il silenzio di Dot | 16 febbraio 1994  |
| 56 | Schnitzelbank / The Helpinki Formula / Les Boutons et le Ballon (Buttons and the Balloon) / Kung Boo                        | Schnitzelbank / La maxi formula miniaturizzante / Bottone e il palloncino / Kung Boo                                                                         | 17 febbraio 1994  |
| 57 | Of Course, You Know This Means Warners / Up a Tree / Wakko's Gizmo                                                          | Naturalmente, sapete che questo significa Warner / Appollaiata su un albero / I gadget di Wakko                                                              | 18 febbraio 1994  |
| 58 | Meet John Brain / Smell Ya Later                                                                                            | Arriva John Prof / Ti annuso dopo | 28 febbraio 1994  |
| 59 | Ragamuffins / Woodstock Slappy                                                                                              | I monelli / Vera Woodstock | 1º marzo 1994     |
| 60 | Karaoke-Dokie / The Cranial Crusader / The Chicken Who Loved Me                                                             | Karaoke non okay / Crociato cranico / Il pollo che mi amava                                                                                                  | 2 marzo 1994      |
| 61 | Baloney & Kids / Super Buttons / Katie Ka-Boom: The Driving Lesson                                                          | Baloney e i ragazzi / Super Bottone / Katie la Bomba: Lezione di guida                                                                                       | 2 maggio 1994     |
| 62 | Scare Happy Slappy / Witch One / MacBeth                                                                                    | Spaventosa Vera / Strega o non strega? / MacBeth | 3 maggio 1994     |
| 63 | With Three You Get Eggroll / Mermaid Mindy / Katie Ka-Boom: Call Waiting                                                    | Uovo... in carrozza / Mindy la sirenetta / Katie la Bomba: Avviso di chiamata                                                                                | 9 maggio 1994     |
| 64 | Lookit the Fuzzy Heads / No Face Like Home                                                                                  | Guardate, teste di peluche / Perdere la faccia | 16 maggio 1994    |
| 65 | The Warners' 65th Anniversary Special                                                                                       | Special per il 65º anniversario dei Warner | 23 maggio 1994    |

## De-sanati / La canzone della scimmia / Ninna nanna animata
- Titolo originale: De-Zanitized / The Monkey Song / Nighty-Night Toon
- Diretto da: Rich Arons, Gary Hartle, Dave Marshall, Rusty Mills
- Scritto da: Paul Rugg, Tom Ruegger, Nicholas Hollander

### Trama
- "De-sanati": Il dottor Otto Scratchansniff racconta la storia di come una volta ha cercato di rendere i tre fratelli Warner meno demenziali con la psicoanalisi.
- "La canzone della scimmia": A ritmo di musica calypso, i Warner e il dottor Scratchansniff cantano del loro tumultuoso rapporto. Il brano è una parodia della canzone "Monkey" di Harry Belafonte dal suo album Jump Up Calypso.
- "Ninna nanna animata": In una lieve parodia del libro per bambini Buonanotte luna, viene augurata la buonanotte a ognuno dei personaggi della serie.

## La canzone di Yakko sul mondo / Biscottini per Einstein / Vincere alla grande
- Titolo originale: Yakko's World / Cookies for Einstein / Win Big
- Diretto da: Alfred Gimeno, Dave Marshall, Rusty Mills
- Scritto da: Peter Hastings, Tom Ruegger, Paul Rugg

### Trama
- "La canzone di Yakko sul mondo": Yakko canta una canzone sulle note della Jarabe tapatío (una danza popolare messicana) che elenca tutte le nazioni del mondo.
- "Biscottini per Einstein": In veste di scout in Svizzera, i Warner tentano di vendere biscotti ad Albert Einstein e lo aiutano accidentalmente a scoprire la formula E=mc² (erroneamente definita come la formula della sua teoria della relatività).
- "Vincere alla grande": Prof. partecipa al quiz televisivo Gyp-Parody! per vincere abbastanza soldi da acquistare la parte finale di un dispositivo che sta costruendo per conquistare il mondo.

## H.M.S. Yakko / Zia Vera ha le noci in testa / La canzone di Yakko sull'universo
- Titolo originale: H.M.S. Yakko / Slappy Goes Walnuts / Yakko's Universe
- Diretto da: Spike Brandt, Michael Gerard, Alfred Gimeno, Jon McClenehan
- Scritto da: Paul Rugg e Sherri Stoner

### Trama
- "H.M.S. Yakko": I Warner sconfinano sulla spiaggia del malvagio pirata Capitano Mel, che cerca invano di farli sloggiare. Questo segmento contiene parodie di canzoni delle operette di Gilbert e Sullivan The Pirates of Penzance e H.M.S. Pinafore.
- "Zia Vera ha le noci in testa": Vera cerca di rubare delle noci da un cortile sorvegliato dalla sua nemesi, Calogero il cane, in modo da preparare un dolce per suo nipote Cocco.
- "La canzone di Yakko sull'universo": Yakko canta una canzone sulla relativa vastità dello spazio da una persona all'intero universo. Questo cartone animato è una parodia dello sketch "Galaxy Song" del film Monty Python - Il senso della vita.

## Toccare il cielo con un pennello / Picciotti: l'inizio
- Titolo originale: Hooked on a Ceiling / Goodfeathers: The Beginning
- Diretto da: Rusty Mills e Greg Reyna
- Scritto da: Gordon Bressack, Charles M. Howell IV, Deanna Oliver, Tom Ruegger

### Trama
- "Toccare il cielo con un pennello": Michelangelo Buonarroti dipinge la volta della Cappella Sistina che viene quasi rovinata e poi sistemata dai Warner, scandalizzati da tutte le persone nude su di essa.
- "Picciotti: l'inizio": Per diventare un Picciotto, Squit deve trovare un po' di cibo per Don Picciotto. Il segmento è ispirato ai film Quei bravi ragazzi e Il padrino.

## I bislacchi domati
- Titolo originale: Taming of the Screwy
- Diretto da: Alfred Gimeno
- Scritto da: Peter Hastings, Earl Kress, Tom Ruegger

### Trama
Thaddeus Plotz ha invitato alcuni importanti investitori stranieri a una festa nello studio, ed è compito del dottor Scratchansniff insegnare il galateo ai Warner affinché possano partecipare.

## Follia passeggera / Operazione lecca-lecca / Cosa siamo?
- Titolo originale: Temporary Insanity / Operation: Lollipop / What Are We?
- Diretto da: Michael Gerard
- Scritto da: Paul Rugg e Peter Hastings

### Trama
- "Follia passeggera": Quando la segretaria di Plotz si ammala, egli assume accidentalmente Yakko, Wakko e Dot come sostituti.
- "Operazione lecca-lecca": Mindy si mette nei guai quando il suo lecca-lecca si attacca a un camion della posta e lei lo afferra, così Bottone la segue per proteggerla dai pericoli.
- "Cosa siamo?": Il dottor Scratchansniff ipnotizza i Warner per renderli meno folli, ma fallisce e chiede loro cosa siano, portando i Warner a offrire una serie di suggerimenti.

## Un motivo ragtime / Quando Rita conobbe Runt
- Titolo originale: Piano Rag / When Rita Met Runt
- Diretto da: Michael Gerard
- Scritto da: Nicholas Hollander e Sherri Stoner

### Trama
- "Un motivo ragtime": Il dottor Scratchansniff, Ralph la Guardia e Ciao Infermiera inseguono i Warner, così questi ultimi si nascondono ad un concerto di pianoforte finché la via non è libera.
- "Quando Rita conobbe Runt": La gatta indipendente Rita e lo stupido cane Runt si incontrano in un rifugio per animali, dove decidono di fuggire e di trovare una vera casa.

## La grande bottega dei dolciumi / La mamma di Bumbie
- Titolo originale: The Big Candy Store / Bumbie's Mom
- Diretto da: Michael Gerard
- Scritto da: Paul Rugg e Sherri Stoner

### Trama
- "La grande bottega dei dolciumi": I Warner visitano il negozio di caramelle di Furman Flaxseed e gli fanno passare un brutto momento.
- "La mamma di Bumbie": Dopo che Cocco rimane traumatizzato dalla morte della madre del protagonista nel film Bumbie, Vera cerca di insegnargli che "nessuno muore davvero nei cartoni animati" facendogli conoscere l'attrice dei cartoni animati che ha interpretato la parte, la sua vecchia amica Vina Walleen.

## Wally Lama / Dove osano i roditori
- Titolo originale: Wally Llama / Where Rodents Dare
- Diretto da: Kirk Tingblad, Greg Reyna, Dave Marshall
- Scritto da: Paul Rugg, Peter Hastings, Tom Ruegger

### Trama
- "Wally Lama": Wally Lama (una parodia del Dalai Lama), la creatura più saggia del mondo, giura di smettere di rispondere alle domande dopo averne ricevute troppe di stupide. Tuttavia, i Warner hanno una domanda molto urgente di cui Wally Lama non conosce la risposta.
- "Dove osano i roditori": Con una delle sue nuove invenzioni, Prof. ha in programma di congelare tutti i leader del mondo durante una conferenza internazionale sulla pace nelle Alpi svizzere.

## Re Yakko
- Titolo originale: King Yakko
- Diretto da: Alfred Gimeno e Dave Marshall
- Scritto da: Peter Hastings

### Trama
Yakko eredita il trono di Incudinya, un piccolo regno meglio conosciuto come il più grande produttore al mondo di incudini, e alla fine lui e i suoi fratelli sconfiggono il malvagio dittatore Umlaut che vuole prendere il controllo del regno. L'episodio è basato sul film La guerra lampo dei Fratelli Marx.

## Chi vuol creare, deve pensare / I Miseranimali
- Titolo originale: No Pain, No Painting / Les Miseranimals
- Diretto da: Alfred Gimeno, Dave Marshall, Rich Arons, Gary Hartle
- Scritto da: Peter Hastings e Deanna Oliver

### Trama
- "Chi vuol creare, deve pensare": Nel 1905 i Warner arrivano a Parigi, a casa del famoso artista Pablo Picasso. Vogliono aiutarlo a dipingere, e lo infastidiscono così tanto che egli decide di lasciarli dipingere mentre si rilassa.
- "I Miseranimali": Runt Val Runt, un cane ribelle nella Rivoluzione francese a Parigi, aiuta Rita e altri gatti catturati a liberarsi dal destino di venire trasformati in torte. Liberamente tratto dal musical di Broadway Les Misérables.

## Garage vendita usato del secolo / West Side Picciotti
- Titolo originale: Garage Sale of the Century / West Side Pigeons
- Diretto da: Alfred Gimeno, Barry Caldwell, Greg Reyna, Dave Marshall
- Scritto da: Tom Ruegger, Paul Rugg, Earl Kress, Deanna Oliver

### Trama
- "Garage vendita usato del secolo": Papà Orso sta gestendo una garage sale (rifiutando di dare rimborsi), ma si imbatte in alcuni problemi quando i Warner prendono l'espressione troppo alla lettera e provano ad acquistare il suo garage.
- "West Side Picciotti": In una parodia aviaria di West Side Story i Picciotti sono in rivalità con un gruppo di passeri, quando Squit si innamora di Carloota, la sorella di un passero rivale.

## Salve, simpatici Warner / La Behemoth / La piccola vecchia Vera di Pasadena
- Titolo originale: Hello Nice Warners / La Behemoth / Little Old Slappy from Pasadena
- Diretto da: Alfred Gimeno, Gary Hartle, Dave Marshall, Michael Gerard
- Scritto da: Paul Rugg, Nicholas Hollander, Tom Minton

### Trama
- "Salve, simpatici Warner": Mentre scappano da Ralph, i Warner vengono assunti da un regista di commedie (basato su Jerry Lewis) per il suo film, portando a uno scontro di stili comici. Presto i Warner finiscono per dirigere il film, dando al regista il peggior giorno della sua vita.
- "La Behemoth": Quando la cameriera giraffa di Flavio e Marita si licenzia per un malinteso, gli Hip Hippo sono costretti ad arrangiarsi con le faccende domestiche, con risultati disastrosi.
- "La piccola, vecchia, Vera di Pasadena": Sulla base della famosa canzone "The Little Old Lady (from Pasadena)" di Jan & Dean, Vera guida velocemente la sua auto nuova di zecca attraverso tutta la città per consegnare una lettera.

## I Warner avvocati / La gatta sulla trave che scotta
- Titolo originale: La La Law / Cat on a Hot Steel Beam
- Diretto da: Michael Gerard, Rich Arons, Barry Caldwell, Greg Reyna
- Scritto da: Paul Rugg e Barry Caldwell

### Trama
- "I Warner avvocati": Quando il dottor Scratchansniff riceve una multa per divieto di sosta, va in tribunale per contestarla. I Warner agiscono come suoi avvocati e frustrano il giudice con le loro buffonate. Il segmento è una parodia della serie TV L.A. Law - Avvocati a Los Angeles
- "La gatta sulla trave che scotta": Mindy segue un gattino in un pericoloso cantiere e Bottone la segue nel tentativo di riportarla in salvo.

## Nel cuore dello spazio / Battaglia per il pianeta
- Titolo originale: Space Probed / Battle for the Planet
- Diretto da: Gary Hartle, Dave Marshall, Rich Arons, Alfred Gimeno
- Scritto da: John P. McCann e Peter Hastings

### Trama
- "Nel cuore dello spazio": I Warner vengono rapiti dagli alieni e portati a bordo della loro astronave, dove le loro buffonate iniziano a infastidirli.
- "Battaglia per il pianeta": Ispirandosi al programma radiofonico The War of the Worlds, Prof. vuole conquistare il mondo inducendo le persone a pensare che gli alieni stiano invadendo la Terra e facendole fuggire in preda al panico.

## Il seme dell'impertinenza / Urrà per Vera Peste / Il grande Wakkorotti: il maestro e la sua musica
- Titolo originale: Chalkboard Bungle / Hurray for Slappy / The Great Wakkorotti: The Master and His Music
- Diretto da: Rusty Mills e Jeffery DeGrandis
- Scritto da: Tom Ruegger, Paul Rugg, John P. McCann

### Trama
- "Il seme dell'impertinenza": Lo studio assume una nuova insegnante, la signorina Flamiel, per educare i Warner. Nonostante i suoi migliori sforzi, la donna ottiene solo frustrazione e non è in grado di insegnare loro nulla.
- "Urrà per Vera Peste": Vera va ad una cerimonia tenuta in suo onore per ricevere un premio, mentre tre delle sue vecchie nemesi (Lupo Lupotto, Carramba il Calamaro e Babbione il Bisonte Bacato) tramano di vendicarsi per gli anni di tormento subiti a causa sua.
- "Il grande Wakkorotti: il maestro e la sua musica": Wakko rutta sulle note del brano "Sul bel Danubio blu" di Johann Strauss.

## Beethoven e la Warner sinfonia / Il gatto e il violino
- Titolo originale: Roll Over, Beethoven / The Cat and the Fiddle
- Diretto da: Michael Gerard e Alfred Gimeno
- Scritto da: Paul Rugg e Nicholas Hollander

### Trama
- "Beethoven e la Warner sinfonia": In vesti di spazzacamini, Yakko, Wakko e Dot infastidiscono Ludwig van Beethoven e lo ispirano inconsapevolmente nella composizione della sua Sinfonia n. 5.
- "Il gatto e il violino": Nell'Italia del 1690, un violinista di nome Stradivarius accoglie Rita in modo da usare le sue budella per creare dei catgut per il suo violino.

## I topi di Pavlov / Pollo Boo-Ryshnikov / O-tonto-iatra
- Titolo originale: Pavlov's Mice / Chicken Boo-Ryshnikov / Nothing But the Tooth
- Diretto da: Michael Gerard e Greg Reyna
- Scritto da: John P. McCann, Tom Ruegger, Sherri Stoner, Deanna Oliver, Paul Rugg

### Trama
- "I topi di Pavlov": Nella Russia di fine secolo Prof. progetta di conquistare il mondo rubando i gioielli della corona, ma con una difficoltà: lui e Mignolo sono stati condizionati dallo psichiatra Ivan Pavlov.
- "Pollo Boo-Ryshnikov": A New York, Pollo Boo viene scambiato per un ballerino e finisce per danzare Il lago dei cigni.
- "O-tonto-iatra": Grigorij Rasputin ha un mal di denti che gli impedisce di ipnotizzare lo zar Nicola II di Russia. Sfortunatamente per lui, i suoi dentisti sono i Warner.

## Scherzare con la morte / Casa dolce casa
- Titolo originale: Meatballs or Consequences / A Moving Experience
- Diretto da: Greg Reyna, Rusty Mills, Dave Marshall
- Scritto da: John P. McCann e Peter Hastings

### Trama
- "Scherzare con la morte": Durante una visita in Svezia, i Warner si scontrano con la morte personificata che cerca di portare Wakko nel regno dei morti dopo che ha mangiato troppe polpette svedesi durante una gara. Per salvarlo, Yakko e Dot sfidano la morte a dama.
- "Casa dolce casa": Flavio e Marita si trasferiscono a New York per trovare un nuovo posto alla moda in cui vivere.

## Apocalisse adesso / Gli augelli
- Titolo originale: Hearts of Twilight / The Boids
- Diretto da: Alfred Gimeno e Michael Gerard
- Scritto da: Paul Rugg e Deanna Oliver

### Trama
- "Apocalisse adesso": Un regista pazzo (basato su Jerry Lewis e somigliante a Marlon Brando) ha sforato il budget di milioni di dollari, quindi Plotz manda i Warner a fermarlo. Il segmento è in parte ispirato ad Apocalypse Now, ma maggiormente al documentario sulla realizzazione del film Viaggio all'inferno.
- "Gli augelli": I Picciotti vengono assunti come stunt per il film Gli augelli. Cercano di tenersi il lavoro, ma le riprese del film si rivelano più difficili del previsto.

## Un discorso che la dice lunga / L'America di Wakko / Davey Omelette / La fiamma
- Titolo originale: Four Score and Seven Migraines Ago / Wakko's America / Davy Omelette / The Flame
- Diretto da: Barry Caldwell, Rusty Mills, Ron Fleischer, Alfred Gimeno
- Scritto da: Nicholas Hollander, Tom Ruegger, Randy Rogel, Deanna Oliver, Paul Rugg, Gordon Bressack, Charles M. Howell IV

### Trama
- "Un discorso che la dice lunga": Su un treno per Gettysburg, i Warner aiutano Abraham Lincoln a scrivere l'inizio del discorso di Gettysburg.
- "L'America di Wakko": In un gioco in stile Jeopardy! nell'aula della signorina Flamiel, Wakko deve nominare i 50 stati e le loro capitali ma non riesce a mettere la sua risposta sotto forma di domanda, mettendola invece nella forma di una canzone sulla melodia di "Turkey in the Straw".
- "Davey Omelette": Pollo Boo viene scambiato per il pioniere Davey Omelette (parodia di Davy Crockett), e aiuta un gruppo di pionieri attaccati da un orso.
- "La fiamma": La Fiamma illumina la stanza mentre Thomas Jefferson scrive la dichiarazione d'indipendenza degli Stati Uniti d'America.

## La custode del giardino / Compagni di volo
- Titolo originale: Guardin' the Garden / Plane Pals
- Diretto da: Michael Gerard, Spike Brandt, Rusty Mills, Kirk Tingblad
- Scritto da: Earl Kress, Tom Ruegger, Nicholas Hollander, Sherri Stoner, John P. McCann

### Trama
- "La custode del giardino": Vera protegge Adamo ed Eva dalla tentazione di mangiare una mela nel Giardino dell'Eden, proprio mentre un serpente cerca di afferrarla e di tentarli.
- "Compagni di volo": A bordo di un aereo, i Warner infastidiscono un uomo avaro di nome Ivan Blosky che è costretto a sedersi a fianco a loro a causa di un errore del computer.

## La canzone sugli ingredienti / Su per il pazzo fiume / Piccioni all'attacco
- Titolo originale: Be Careful What You Eat / Up the Crazy River / Ta da Dump, Ta da Dump, Ta da Dump Dump Dump
- Diretto da: Alfred Gimeno e Greg Reyna
- Scritto da: Nicholas Hollander, Tom Ruegger, Charles M. Howell IV

### Trama
- "La canzone sugli ingredienti": I Warner cantano sui nomi degli ingredienti di una scatola di gelato e una barretta di cioccolato.
- "Su per il pazzo fiume": Quando Mindy insegue una farfalla fino a raggiungere una foresta pluviale che viene abbattuta per il legno, Bottone la segue per proteggerla.
- "Piccioni all'attacco": Bobby e Squit devono aiutare Pesto quando quest'ultimo rimane con la testa incastrata in un anello di plastica per lattine mentre il trio fruga nella spazzatura.

## L'opportunità bussa / Le ali dell'amore
- Titolo originale: Opportunity Knox / Wings Take Heart
- Diretto da: Micheal Gerard e Alfred Gimeno
- Scritto da: Tom Minton e Nicholas Hollander

### Trama
- "L'opportunità bussa": Prof. vuole rubare tutto l'oro di Fort Knox come parte del suo ultimo piano per conquistare il mondo.
- "Le ali dell'amore": Quando una falena maschio e una farfalla femmina si innamorano, si dirigono verso la città, finendo nei guai.

## Hercule Yakko / La piccola casa sul Nilo / Sogno di una notte di mezz'estate
- Titolo originale: Hercule Yakko / Home on De-Nile / A Midsummer Night's Dream
- Diretto da: Rusty Mills e Dave Marshall
- Scritto da: Peter Hastings, Stephen Hibbert, Deanna Oliver

### Trama
- "Hercule Yakko": I detective Warner vanno alla ricerca del gioiello scomparso di Marita su una nave da crociera piena di "insoliti sospetti" (Vera, Minerva, Mignolo e Prof.). Il segmento è ispirato alla serie letteraria con Hercule Poirot.
- "La piccola casa sul Nilo": Rita viene adottata da Cleopatra e Runt la salva dopo aver scoperto che sta per essere sacrificata.
- "Sogno di una notte di mezz'estate": I Warner eseguono interpretano a modo loro Sogno di una notte di mezza estate di William Shakespeare.

## Testimonials / Storia senza parole / Emergenza bisognino / Sir Yakcellotto
- Titolo originale: Testimonials / Babblin' Bijou / Potty Emergency / Sir Yaksalot
- Diretto da: Jeffery DeGrandis, Rusty Mills, Barry Caldwell
- Scritto da: Tom Minton e Paul Rugg

### Trama
- "Testimonials": Attraverso tutto l'episodio, diverse star del cinema dei vecchi tempi parlano dei loro incontri con i Warner e di come Milton Berle odiasse Yakko.
- "Storia senza parole": In un vecchio cartone animato Warner in bianco e nero, Dot entra in un film per trovare l'uomo dei suoi sogni.
- "Emergenza bisognino": Nel mezzo della visione di un film di fantascienza spaventoso, Wakko beve troppa soda e non riesce a trovare un bagno disponibile. Anche dopo aver trovato una toilette nella sua borsa, le cose vanno di male in peggio quando non riesce a trovare alcuna privacy.
- "Sir Yakcellotto": I Warner vengono reclutati da Re Artù per salvare Camelot da un drago.

## Rischia la vita / Ho il tuo barattolo / Campa cavallo
- Titolo originale: You Risk Your Life / I Got Yer Can / Jockey for Position
- Diretto da: Alfred Gimeno, Lenord Robinson, Dave Marshall
- Scritto da: Paul Rugg, Sherri Stoner, Peter Hastings

### Trama
- "Rischia la vita": Yakko conduce un gioco televisivo simile a quello condotto da Groucho Marx, You Bet Your Life.
- "Ho il tuo barattolo": Una lattina di soda vuota riesce a scatenare una crescente, unilaterale battaglia di ingegno tra Vera e la sua presuntuosa vicina Caramella Chipmunk.
- "Campa cavallo": Al fine di vincere dei fondi per il suo ultimo piano di conquista del mondo, Prof. partecipa al Kentucky Derby come il fantino più piccolo e leggero del mondo. Ma l'ingerenza di Mignolo altera l'esito della gara in modo inaspettato.

## Moby o non Moby / Mindy mesozoica / Il buono, il Boo e il cattivo
- Titolo originale: Moby or Not Moby / Mesozoic Mindy / The Good, the Boo and the Ugly
- Diretto da: Michael Gerard e Greg Reyna
- Scritto da: John P. McCann, Nicholas Hollander, Deanna Oliver, Peter Hastings, Paul Rugg

### Trama
- "Moby o non Moby": I Warner proteggono la leggendaria balena Moby Dick dalle grinfie del Capitano Achab.
- "Mindy mesozoica": Nell'età della pietra, la bambina delle caverne Mindy finisce nei guai e Bottone la deve salvare.
- "Il buono, il Boo e il cattivo": Pollo Boo si ritrova nei panni di sceriffo nel mezzo di un western all'italiana.

## Accaldati, scriteriati e indiavolati / Plenilunio / Mr. Teschio Mani Ossute
- Titolo originale: Hot, Bothered and Bedeviled / Moon Over Minerva / Skullhead Boneyhands
- Diretto da: Rusty Mills, Alfred Gimeno, Michael Gerard
- Scritto da: Tom Ruegger, John P. McCann, Nicholas Hollander, Deanna Oliver

### Trama
- "Accaldati, scriteriati e indiavolati": Perdutisi nuovamente, i Warner finiscono nel regno infuocato di Ade, dove finiscono per dare a Satana il suo stesso eterno tormento.
- "Plenilunio": Una malinconica Minerva Visone evita le avances del secchione Wilfred Lupotto, fino a quando la luna piena fa emergere il vero lupo in entrambi.
- "Mr. Teschio Mani Ossute"': In una parodia di Edward mani di forbice, Mr. Teschio viene adottato e trova accettazione in una famiglia di periferia.

## Draculì - Draculà / Franken-Runt
- Titolo originale: Draculee, Draculaa / Phranken-Runt
- Diretto da: Michael Gerard e Bryon Vaughns
- Scritto da: John P. McCann

### Trama
- "Draculì - Draculà": Nel tentativo di dirigersi verso la loro casa ancestrale in Pennsylvania (poiché i loro genitori sono le matite che li hanno disegnati), i Warner finiscono nella tenuta del Conte Dracula in Transilvania.
- "Franken-Runt": Rita e Runt vengono inseguiti da una scienziata pazza che vuole il cervello del cane per i suoi esperimenti.

## O sciocchino mio / Salvataggio fulmineo / Il grande Wakkorotti: concerto d'estate
- Titolo originale: O Silly Mio / Puttin' on the Blitz / The Great Wakkorotti: The Summer Concert
- Diretto da: Gary Hartle, Audu Paden, Dave Marshall, Greg Reyna, Jeffery DeGrandis
- Scritto da: Randy Rogel, Paul Rugg, Tom Ruegger, Nicholas Hollander

### Trama
- "O sciocchino mio": Dopo che la loro vetrata viene distrutta dalla cantante lirica primadonna Madame Bruntvin, i Warner la tormentano con una serie di scherzi sulle note della Carmen.
- "Salvataggio fulmineo": Nel mezzo della campagna di Polonia, Rita e Runt aiutano una bambina a riunirsi con suo padre evitando il nemico (e Newt, un tenace bassotto).
- "Il grande Wakkorotti: concerto d'estate": Wakko rutta sulle note della Danza delle ore.

## Presidente Consiglio Amministronoia / La canzone sui pianeti / Astro-Bottone
- Titolo originale: Chairman of the Bored / Planets Song / Astro-Buttons
- Diretto da: Rusty Mills, Spike Brandt, Gary Hartle, Rich Arons
- Scritto da: Tom Minton, Tom Ruegger, Paul Rugg, Sherri Stoner, Nicholas Hollander

### Trama
- "Presidente Consiglio Amministronoia": I Warner vengono torturati dalla più lunga e noiosa conversazione unilaterale delle loro vite per gentile concessione di un uomo dalla voce monotona, Francis "Pip" Pumphandle, che incontrano a una festa.
- "La canzone sui pianeti": Yakko canta una canzone sui pianeti del nostro sistema solare. Wakko alla fine lo informa che ha dimenticato Urano, portando a uno degli elusivi doppi sensi della serie.
- "Astro-Bottone": Bottone e Mindy fanno parte di una colonia spaziale, e Bottone insegue Mindy quando la bambina corre dietro alla sua palla.

## Cartoons in Wakko's Body / Noè e l'arca / Il grande bacio / Singhiozzo
- Titolo originale: Cartoons in Wakko's Body / Noah's Lark / The Big Kiss / Hiccup
- Diretto da: Greg Reyna, Alfred Gimeno, Dave Marshall
- Scritto da: Shecky Hollander, Tom Ruegger, Sherri Stoner, Deanna Oliver

### Trama
- "Cartoons in Wakko's Body": In una gag ricorrente durante l'episodio, Wakko ha vari dolori causati dai cartoni animati che sono dentro di lui.
- "Noè e l'arca": Noè (che viene raffigurato come Richard Lewis) viene incaricato da Dio di costruire un'arca per il Diluvio Universale e di radunare gli animali a coppie, inclusi gli Hip Hippo.
- "Il grande bacio": Pollo Boo è un attore protagonista che riesce a baciare una bella attrice in un film senza che nessuno si accorga che è un pollo gigante.
- "Singhiozzo": Squit si prende il singhiozzo, costringendo gli altri Picciotti a escogitare diversi modi per farglielo passare.

## Clown iellato / Pucci Pu Pupo Prof
- Titolo originale: Clown and Out / Bubba Bo Bob Brain
- Diretto da: Greg Reyna, Gary Hartle, Audu Paden, Dave Marshall
- Scritto da: Nicholas Hollander, Paul Rugg, Sherri Stoner

### Trama
- "Clown iellato": Un clown (dalle fattezze di Jerry Lewis) viene assunto dal signor Plotz per la festa di compleanno di Wakko, ma Plotz apprende dal dottor Scratchansniff che, come lui, Wakko è terrorizzato dai clown. Il pagliaccio si trova quindi a passare un brutto momento.
- "Pucci Pu Pupo Prof.": Prof. diventa una star del country-western al fine di ipnotizzare la popolazione mondiale. Ma la sua ascesa alla fama presenta un grosso ostacolo: Mignolo continua a sbagliare il suo nome d'arte.

## Very Special Opening / Nel giardino di Mindy / Randagi, dolci randagi / Katie la Bomba / Caffè Bagdad
- Titolo originale: Very Special Opening / In the Garden of Mindy / No Place Like Homeless / Katie Ka-Boo / Baghdad Cafe
- Diretto da: Greg Reyna e Lenord Robinson
- Scritto da: John P. McCann, Nicholas Hollander, Deanna Oliver

### Trama
- "Very Special Opening": I Warner annunciano che questo sarà un episodio molto speciale poiché i personaggi vengono mescolati.
- "Nel giardino di Mindy": Prof. cerca di preparare un piano per il dominio del mondo, il tutto continuando a sorvegliare le birichinate di Mindy. Segue una breve scenetta in cui Mignolo viene inghiottito dalla sua compagna di gabbia, Rita.
- "Randagi, dolci randagi": Runt e Pesto trovano una casa con una gentile vecchina che odia i piccioni.
- "Katie la Bomba": Katie la Bomba scopre nel modo più duro che il suo ultimo fidanzato è un pollo gigante (Pollo Boo per l'esattezza).
- "Caffè Bagdad": I fratelli Warner (e la loro sorella Vera al posto di Dot) fanno visita a Sodarn Insane (una parodia di Saddam Hussein).

## Situazione critica / I tre Warnettieri
- Titolo originale: Critical Condition / The Three Muska-Warners
- Diretto da: Audu Paden and Jon McClenahan
- Scritto da: Tom Ruegger e Sherri Stoner

### Trama
- "Situazione critica": Dopo che i critici cinematografici Hiskel ed Egbert (parodie di Gene Siskel e Roger Ebert) stroncano i suoi cartoni in un programma di recensioni, Vera decide di vendicarsi: prima facendo esplodere la loro casa, poi sabotando la loro ultima visione.
- "I tre Warnettieri": I Warner, nei panni dei tre moschettieri, proteggono Luigi VIII di Francia dalla minaccia del "Viperone".

## La Piccionfanteria / Soldati per caso / Generale Boo-Regard
- Titolo originale: Dough Dough Boys / Boot Camping / General Boo-Regard
- Diretto da: Greg Reyna, Rusty Mills, Alfred Gimeno
- Scritto da: John P. McCann, Tom Ruegger, Nicholas Hollander, Deanna Oliver

### Trama
- "La Piccionfanteria": I Picciotti (come piccioni viaggiatori) sono costretti a consegnare un importante messaggio attraverso un campo di battaglia della prima guerra mondiale.
- "Soldati per caso": I Warner partono per il campo estivo, ma finiscono invece in un campo di addestramento reclute, seminando il caos e facendo impazzire il sergente.
- "Generale Boo-Regard": I ribelli del sud della guerra di secessione americana sono guidati da Pollo Boo.

## Incantesimo per un'unghia
- Titolo originale: Spell-Bound
- Diretto da: Rusty Mills e Dave Marshall
- Scritto da: John P. McCann

### Trama
Mignolo e Prof. vanno alla ricerca dell'ultimo ingrediente per un incantesimo che gli farebbe conquistare il mondo.

## Son gattini da pelare / L'Amleto di Yakko / Guanti bianchi
- Titolo originale: Smitten with Kittens / Alas Poor Skullhead / White Gloves
- Diretto da: Alfred Gimeno, Dave Marshall, Rusty Mills
- Scritto da: Deanna Oliver e Nicholas Hollander

### Trama
- "Son gattini da pelare": Rita e Runt trovano una cucciolata di gattini che eleggono Rita a loro madre.
- "L'Amleto di Yakko": Yakko recita un monologo dell'Amleto di William Shakespeare, mentre Wakko interpreta Horatio e scava e Dot traduce.
- "Guanti bianchi": Mentre Wakko suona il piano nella torre, i suoi guanti scappano da soli e hanno un'avventura tutta loro.

## Vince chi perde / Il battitore / Sovrani marionette
- Titolo originale: Fair Game / The Slapper / Puppet Rulers
- Diretto da: Bob Kline, Barry Caldwell, Dave Marshall
- Scritto da: Peter Hastings e Tom Minton

### Trama
- "Vince chi perde": Ned Flat fa competere i Warner nel suo game show Quizzami alla svelta, finendo per impazzire.
- "Il battitore": Una pubblicità su un dispositivo che schiaffeggia le persone, comunemente usato da Vera.
- "Sovrani marionette": Negli anni 1950, Mignolo e Prof. si uniscono al cast di un programma per bambini con marionette di nome L'ora di Gaglioffo (parodia di Time for Beany) per influenzare la generazione dei baby boomer a seguirli in futuro.

## Siero di latte, rende acidula la persona / Il TG folle / Picciotto scatenato
- Titolo originale: Buttermilk, It Makes a Body Bitter / Broadcast Nuisance / Raging Bird
- Diretto da: Greg Reyna, Kirk Tingblad, Lenord Robinson
- Scritto da: Gordon Bressack, Charlie Howell, Deanna Oliver

### Trama
- "Siero di latte, rende acidula la persona": Una breve parodia di una pubblicità del latte sul perché Vera beve il latticello.
- "Il TG folle": Il giornalista televisivo Dan Anchorman si rifiuta di dare la mancia ai Warner per il suo pranzo, portando a un'umiliazione in diretta dopo l'altra.
- "Picciotto scatenato": Bobby si allena per combattere contro un uccello molto forte per impressionare una femmina nelle sue capacità di combattimento. Il segmento è una parodia dei film Toro scatenato e Rocky.

## Il vicolo dell'animatore / Un brivido non ha prezzo / Cinemarmotta
- Titolo originale: Animator's Alley / Can't Buy a Thrill / Hollywoodchuck
- Diretto da: Michael Gerard, Dave Marshall, Greg Reyna
- Scritto da: Peter Hastings e Paul Rugg

### Trama
- "Il vicolo dell'animatore": I Warner sono bloccati in un talk show con un vecchio animatore della Warner Bros. di nome Cappy "Cap" Barnhouse, che continua ad addormentarsi mentre ricorda il suo lavoro allo studio.
- "Un brivido non ha prezzo": Gli Hip Hippo cercano di migliorare la loro noiosa vita con una vacanza pericolosa.
- "Cinemarmotta": Charlton "Baynarts" Marmotta trova lavoro a Hollywood, restando gravemente ferito durante le riprese del suo film.

## Uomini e conigli / Che immondezzaio! / Signorine sondaggio
- Titolo originale: Of Nice and Men / What a Dump / Survey Ladies
- Diretto da: Michael Gerard, Barry Caldwell, Rusty Mills
- Scritto da: Randy Rogel, Sherri Stoner, Deanna Oliver

### Trama
- "Uomini e conigli": Runt viene adottato e si ritrova a prendersi cura di un allevamento di conigli, mentre Rita viene relegata a dare la caccia ai topi.
- "Che immondezzaio!": Bottone insegue Mindy attraverso una discarica e un centro di riciclaggio quando la bambina cerca di recuperare la sua vecchia bambola, che è stata buttata nella spazzatura.
- "Signorine sondaggio": Mentre cercano un regalo di compleanno per il dottor Scratchansniff al centro commerciale, i Warner continuano a imbattersi in due incessanti e persistenti donne che stanno conducendo un sondaggio e fanno loro domande sui fagioli e George Wendt (Ronn Moss nella versione italiana).

## Notizia inutile / La canzone dei sensi / Il mondo può attendere / Il micetto di Kiki
- Titolo originale: Useless Fact / The Senses Song / The World Can Wait / Kiki's Kitten
- Diretto da: Greg Reyna, Alfred Gimeno, Gary Hartle, Audu Paden
- Scritto da: Tom Ruegger, Randy Rogel, Peter Hastings, Deanna Oliver

### Trama
- "Notizia inutile": Segmenti di raccordo in cui Yakko rivela delle informazioni completamente inutili.
- "La canzone dei sensi": I Warner cantano una canzone sui sensi – i soliti cinque, oltre a molti altri.
- "Il mondo può attendere": Prof. rinuncia ai suoi piani di conquista del mondo per una notte in modo da poter corteggiare Billie, una topina da laboratorio bianca che, a quanto pare, è più attratta da Mignolo che da lui.
- "Il micetto di Kiki": Rita si ritrova inaspettatamente adottata da una gorilla in un istituto di ricerca, mentre Runt dorme per tutto il tempo.

## La canzone di Dot / Lo sfacelo di Windsor / ...E giustizia per Vera Peste
- Titolo originale: Mary Tyler Dot Song / Windsor Hassle / ...And Justice for Slappy
- Diretto da: Alfred Gimeno, Jon McClenahan, Jeff Sirgey, Rusty Mills
- Scritto da: Lisa Malone, Kate Donohue, Paul Rugg, John P. McCann

### Trama
- "La canzone di Dot": Dot canta parodiando il classico tema di apertura del "The Mary Tyler Moore Show"
- "Lo sfacelo di Windsor": I Warner lavorano con la regina Elisabetta II del Regno Unito per restaurare il castello di Windsor dopo l'incendio del 1992 che l'ha distrutto.
- "...E giustizia per Vera Peste": Vera viene messa sotto processo per aver aggredito Lupo Lupotto, che l'ha aggredita per primo. Quando viene dichiarata innocente, Lupo attacca brutalmente l'avvocato, che risulta essere suo nipote.

## Tacchino burlone / La volta celeste
- Titolo originale: Turkey Jerky / Wild Blue Yonder
- Diretto da: Gary Hartle e Alfred Gimeno
- Scritto da: Peter Hastings, Tom Ruegger, Nicholas Hollander

### Trama
- "Tacchino burlone": I Warner, nei panni di nativi americani, proteggono il loro tacchino domestico Signor Gloglotto da Myles Standish che lo vuole per una cena del ringraziamento.
- "La volta celeste": Un uccellino appena nato scambia un aereo Lockheed F-117 Nighthawk per sua madre e lo segue.

## Rassegna video / Quando i topi governavano la Terra
- Titolo originale: Video Review / When Mice Ruled the Earth
- Diretto da: Michael Gerard e Greg Reyna
- Scritto da: Randy Rogel, Sherri Stoner, Tom Minton, Gordon Bressack

### Trama
- "Rassegna video": I Warner si divertono in un negozio di videocassette in cui le copertine prendono vita, un possibile aggiornamento del cortometraggio Varietà di libri.
- "Quando i topi governavano la Terra": Mignolo e Prof., usando la macchina del tempo di H. G. Wells, tornano all'alba dei tempi per influenzare l'evoluzione dei topi e dare loro vantaggi evolutivi sull'umanità in modo che il duo possa governare il mondo.

## Mafia e spaghetti / Il lago Titicaca / Rompighiaccio
- Titolo originale: Mobster Mash / Lake Titicaca / Icebreakers
- Diretto da: Greg Reyna, Dave Marshall, Lenord Robinson
- Scritto da: Nicholas Hollander

### Trama
- "Mafia e spaghetti": I Warner si ritrovano in una battaglia di ingegno con il boss della mafia Don Pepperoni (basato su Don Vito Corleone) nel suo ristorante italiano preferito.
- "Il lago Titicaca": I Warner cantano una canzone sul lago Titicaca.
- "Rompighiaccio": Rita e Runt si dirigono verso la Florida ma finiscono nell'Artico, dove incontrano Ross Perot.

## Era la Vigilia di Natale / Jingle Boo / Il grande Wakkorotti: il concerto festivo / Terrore nella bottega dei giocattoli / La canzone di Yakko sull'Universo
- Titolo originale: Twas the Day Before Christmas / Jingle Boo / The Great Wakkorotti: The Holiday Concert / Toy Shop Terror / Yakko's Universe
- Diretto da: Rusty Mills, Greg Reyna, Jeffery DeGrandis, Jenny Lerew, Dave Marshall
- Scritto da: Randy Rogel, Tom Ruegger, Deanna Oliver, Tom Minton

### Trama
- "Era la Vigilia di Natale": Vera racconta a Cocco una storia sui piani dello studio di consegnare regali di Natale ai Warner, con Ralph la Guardia nei panni di Babbo Natale.
- "Jingle Boo": Pollo Boo si traveste da Babbo Natale ai grandi magazzini.
- "Il grande Wakkorotti: il concerto festivo": Wakko rutta sulle note di "Jingle Bells".
- "Terrore nella bottega dei giocattoli": In una parodia di Tom & Jerry, i Warner si divertono in un negozio di giocattoli.
- "La canzone di Yakko sull'Universo": Una replica della canzone di Yakko.

## Natale in casa Plotz / I piccoli tamburini Warner
- Titolo originale: A Christmas Plotz / Little Drummer Warners
- Diretto da: Rusty Mills e Lenord Robinson
- Scritto da: Randy Rogel, Paul Rugg, Earl Kress, Tom Ruegger

### Trama
- "Natale in casa Plot": Una versione Warner di Canto di Natale, con i Warner nei panni dei tre spiriti e Thaddeus Plotz nei panni di Ebenezer Scrooge.
- "I piccoli tamburini Warner": Una rivisitazione della nascita di Gesù, impostata su numerosi canti popolari. I Warner (nei panni dei pastori) reinterpretano "We Three Kings of Orient Are" e rendono jazz "The Little Drummer Boy".

## I Warner e i fagioli / Vera pioniera
- Titolo originale: The Warners and the Beanstalk / Frontier Slappy
- Diretto da: Barry Caldwell, Alfred Gimeno, Jeff Sirgey
- Scritto da: Deanna Oliver e John P. McCann

### Trama
- "I Warner e i fagioli": In un adattamento di "Jack e la pianta di fagioli", i Warner vengono trasportati su una pianta di fagioli dove affrontano un gigante affamato (basato su Ralph la Guardia). Per indurlo a mangiare qualcosa di diverso da loro, i Warner lo invitano a mangiare uova d'oro e carne in uno stile simile al libro Prosciutto e uova verdi.
- "Vera pioniera": Vera si trova di fronte al pioniere Daniel Boone, che vuole abbattere il suo albero per costruire la sua casa.

## I su e i giù / Il piccolo caravan coraggioso / Certo, figurati
- Titolo originale: Ups and Downs / The Brave Little Trailer / Yes, Always
- Diretto da: Bob Kline, Lenord Robinson, Michael Gerard, Dave Marshall
- Scritto da: Paul Rugg, Tom Minton, Peter Hastings

### Trama
- "I su e i giù": Wakko e il dottor Scratchansniff restano bloccati in un ascensore per diverse ore.
- "Il piccolo caravan coraggioso": Un piccolo caravan deve difendere la sua casa da un tornado, evitando di essere preso da una scavatrice affamata.
- "Certo, figurati": Una parodia della famosa clip audio in cui Orson Welles cerca di registrare degli spot per la Findus, con Prof. al posto di Welles e Mignolo a dirigere il doppiaggio.

## Cinemascop-piato / Le Picciottine / Sono carina
- Titolo originale: Drive-Insane / Girlfeathers / I'm Cute
- Diretto da: Rusty Mills e Greg Reyna
- Scritto da: Earl Kress, Paul Rugg, Deanna Oliver, Randy Rogel

### Trama
- "Cinemascop-piato": L'appuntamento del dottor Scratchansniff in un drive-in sfugge di mano quando i Warner lo raggiungono.
- "Le Picciottine": Le Picciottine, "fidanzate" dei Picciotti, trascorrono del tempo da sole volando verso il Grand Canyon, ma i ragazzi continuano a inseguirle per tutto il tempo.
- "Sono carina": Dot canta una canzone su quanto sia carina, mentre i suoi fratelli si disgustano sempre di più.

## Il Prof incontra Praf / Minerva maliziosa
- Titolo originale: Brain Meets Brawn / Meet Minerva
- Diretto da: Michael Gerard, Barry Caldwell, Kirk Tingblad
- Scritto da: Peter Hastings, Tom Minton, Sherri Stoner

### Trama
- "Il Prof incontra Praf": Alla fine del XIX secolo, Prof. beve la pozione del dottor Jekyll come parte di un piano per conquistare l'impero britannico e poi il mondo.
- "Minerva maliziosa": Una Minerva frustrata e infelice evita un tenace bassotto di nome Newt, che vuole catturarla o conquistarla.

## Febbre dell'oro / Un dono dorato / Il silenzio di Dot
- Titolo originale: Gold Rush / A Gift of Gold / Dot's Quiet Time
- Diretto da: Michael Gerard e Dave Marshall
- Scritto da: Randy Rogel e Nicholas Hollander

### Trama
- "Febbre dell'oro": I Warner si vendicano di un cercatore di nome Jake, che ruba tutta la loro ricchezza durante la corsa all'oro degli anni 1840 in California.
- "Un dono dorato": Sono mostrate le difficoltà e le tribolazioni di un pezzo di carta da pacchi dorata.
- "Il silenzio di Dot": Dot canta del suo tentativo di trovare un posto tranquillo in cui leggere, la cui ricerca si estende a tutto il mondo.

## Schnitzelbank / La maxi formula miniaturizzante / Bottone e il palloncino / Kung Boo
- Titolo originale: Schnitzelbank / The Helpinki Formula / Les Boutons et le Ballon (Buttons and the Balloon) / Kung Boo
- Diretto da: Greg Reyna, Audu Paden, Dave Marshall, Barry Caldwell
- Scritto da: Randy Rogel, Paul Rugg, Gordon Bressack, Sherri Stoner, Deanna Oliver

### Trama
- "Schnitzelbank": I Warner cantano la "Canzone internazionale dell'amicizia" in Germania con il loro amico, il professor Otto Von Schnitzelpusskrankengescheitmeir.
- "La maxi formula miniaturizzante": Prof. elabora una formula misteriosa e la vende tramite la televisione come parte del suo ultimo piano per conquistare il mondo.
- "Bottone e il palloncino": Bottone insegue Mindy attraverso Parigi mentre la bambina cerca di riprendere il suo palloncino.
- "Kung Boo": Una parodia di Per vincere domani - The Karate Kid in cui Pollo Boo partecipa a un campionato di arti marziali.

## Naturalmente, sapete che questo significa Warner / Appollaiata su un albero / I gadget di Wakko
- Titolo originale: Of Course, You Know This Means Warners / Up a Tree / Wakko's Gizmo
- Diretto da: Lenord Robinson, Dave Marshall, Greg Reyna, Rusty Mills
- Scritto da: Tom Minton, Deanna Oliver, Peter Hastings

### Trama
- "Naturalmente, sapete che questo significa Warner": Un film del 1942 che mostra l'assistenza dei Warner sul fronte durante la seconda guerra mondiale.
- "Appollaiata su un albero": Rita si ritrova bloccata su un albero gigante nel mezzo del Nebraska con l'acrofobia e Runt che abbaia sotto di lei.
- "I gadget di Wakko": Wakko mette in mostra una grande e bizzarra macchina di Rube Goldberg che aziona un petofono.

## Arriva John Prof / Ti annuso dopo
- Titolo originale: Meet John Brain / Smell Ya Later
- Diretto da: Greg Reyna, Kirk Tingblad, Rich Arons, Lenord Robinson
- Scritto da: Peter Hasings, Earl Kress, Tom Ruegger, Paul Dini

### Trama
- "Arriva John Prof": Prof. si candida come Presidente degli Stati Uniti d'America come parte del suo ultimo piano per conquistare il mondo.
- "Ti annuso dopo": Vera affronta il suo vecchio e puzzolente rivale Puzzolo D. Bassett per farlo impazzire.

## I monelli / Vera Woodstock
- Titolo originale: Ragamuffins / Woodstock Slappy
- Diretto da: Barry Caldwell, Jon McClenahan, Audu Paden
- Scritto da: Tom Minton, John P. McCann, Tom Ruegger

### Trama
- "I monelli": Un vecchio cartone animato dei Warner in cui i tre trovano lavoro in una panetteria e cercano di mangiare tutto ciò che vedono, ma devono evitare il loro severo capo che li butta fuori quando entrano per la prima volta.
- "Vera Woodstock": Nel 1969, Vera e Cocco si dirigono verso il loro cottage estivo a Woodstock, ma si trovano nel bel mezzo del festival di Woodstock.

## Karaoke non okay / Crociato cranico / Il pollo che mi amava
- Titolo originale: Karaoke-Dokie / The Cranial Crusader / The Chicken Who Loved Me
- Diretto da: Rusty Mills, Jon McClenahan, Dave Marshall, Audu Paden
- Scritto da: Peter Hastings, Tom Minton, Deanna Oliver

### Trama
- "Karaoke non okay": I Warner vogliono cantare a un karaoke per bambini, ma sono ostacolati da Willie Slakmer (parodia di William Shatner).
- "Crociato cranico": Mignolo e Prof. diventano supereroi in stile Batman e Robin nel tentativo di diventare famosi.
- "Il pollo che mi amava": Pollo Boo è protagonista di una parodia dei film di James Bond.

## Baloney e i ragazzi / Super Bottone / Katie la Bomba: Lezione di guida
- Titolo originale: Baloney & Kids / Super Buttons / Katie Ka-Boom: The Driving Lesson
- Diretto da: Michael Gerard, Dave Marshall, Lenord Robinson, Audu Paden
- Scritto da: Peter Hastings e Nicholas Hollander

### Trama
- "Baloney e i ragazzi": I Warner sono bloccati in una serie per bambini con la cosa che li spaventa di più: il grande e stupido dinosauro arancione Baloney (una parodia del protagonista di Barney & Friends), che prende allegramente tutti i loro dispetti.
- "Super Bottone": Mindy e Bottone sono supereroi.
- "Katie la Bomba: Lezione di guida": Il padre di Katie commette un grosso errore quando consente alla figlia di guidare l'auto di famiglia fino a casa.

## Spaventosa Vera / Strega o non strega? / MacBeth
- Titolo originale: Scare Happy Slappy / Witch One / MacBeth
- Diretto da: Michael Gerard, Jeff Siergy, Rusty Mills, Jon McClenahan
- Scritto da: John P. McCann e Deanna Oliver

### Trama
- "Spaventosa Vera": Vera porta Cocco a fare dolcetto o scherzetto lungo un quartiere di periferia che comprende le case di tutti i suoi vecchi nemici.
- "Strega o non strega?": Nella Salem coloniale, Rita e Runt sono inseguiti da un giudice troppo zelante che pensa che Rita sia una strega.
- "MacBeth": Dot, Ciao Infermiera e Vera recitano la scena delle tre streghe dall'atto IV di Macbeth, con la traduzione di Yakko, e preparano un infuso sinistro che evoca il signor Regista.

## Uovo... in carrozza / Mindy la sirenetta / Katie la Bomba: Avviso di chiamata
- Titolo originale: With Three You Get Eggroll / Mermaid Mindy / Katie Ka-Boom: Call Waiting
- Diretto da: Greg Reyna, Dave Marshall, Alfred Gimeno
- Scritto da: Deanna Oliver e Nicholas Hollander

### Trama
- "Uovo... in carrozza": Pesto deve tenere d'occhio l'uovo di sua sorella Sasha, ma esso inizia a rotolare per tutta la città.
- "Mindy la sirenetta": Mindy e Bottone fanno parte del popolo del mare.
- "Katie la Bomba: Avviso di chiamata": Il padre di Katie si dimentica di lasciare alla figlia un messaggio di uno dei suoi amici.

## Guardate, teste di peluche / Perdere la faccia
- Titolo originale: Lookit the Fuzzy Heads / No Face Like Home
- Diretto da: Barry Caldwell, Dave Marshall, Rusty Mills
- Scritto da: Peter Hastings e John P. McCann

### Trama
- "Guardate, teste di peluche": Il dottor Scratchansniff tiene una sessione di terapia di gruppo con i Warner ed Elmyra Duff, ma il comportamento di quest'ultima fa impazzire il trio. Nella fuga i Warner trovano Bottone e Mindy, e fanno sopportare ad Elmyra tutto il dolore che di solito prova Bottone.
- "Perdere la faccia": Vera deve fare un intervento di chirurgia plastica, ma Lupo Lupotto tenta di pasticciare con la sua faccia.

## Speciale per il 65º anniversario dei Warner
- Titolo originale: The Warners 65th Anniversary Special
- Diretto da: Alfred Gimeno
- Scritto da: Tom Ruegger, Paul Rugg e Sherri Stoner

### Trama
Uno speciale "in diretta" che mette in risalto l'anniversario della creazione dei Warner, dai loro ruoli originali come spalle di Buddy fino alla loro età d'oro e le loro occasionali fughe prima degli ultimi tempi. Dietro le quinte, però, Buddy sta tramando per eliminarli.